# 앙주펠릭스 파타세
앙주펠릭스 파타세(프랑스어: Ange-Félix Patassé, 1937년 1월 25일~2011년 4월 5일)는 반군 지도자인 프랑수아 보지제에게 퇴위당한 1993년부터 2003년까지 중앙아프리카 공화국의 대통령이었던 중앙아프리카 정치인이다. 파타세는 앙드레 콜링바에 대한 기부자 압력에 의해 초래되었고 유엔 선거 지원 부대의 도움을 받았다는 점에서 일반적으로 민주적인 선거(1993)로 여겨졌던 CAR 역사상 최초의 대통령으로 선출되었다. 공정한 선거(1999년)에서도 두 번째로 뽑혔다. 그러나 그의 첫 임기(1993년~1999년) 동안 1996년~1997년 3건의 군사분쟁이 일어나면서 이른바 "북방인"(파타세 같은)과 "남방인"(앙드레 콜링바 전임 대통령 같은)의 갈등이 커졌다. 파타세와 반정부 세력간의 평화협정을 협상하고 법과 질서를 유지하기 위해 국외 추방 중재자와 평화유지군이 투입되었다. 파타세는 두 번째 대통령 임기 동안 프랑스뿐만 아니라 오랜 동맹국들의 지지를 점점 잃어가고 있는데, 그는 그의 첫 임기 동안 자신을 지지하기 위해 개입했다. 파타세는 2003년 3월 축출돼 토고로 망명길에 올랐다.

## 사생활
1982년부터 1992년까지 토고에서 망명 생활을 하면서 파타세는 첫 번째 부인인 루시엔과 헤어졌다. 그 후 그는 토고의 여성 앙겔레와 결혼했고, 이후 토고로 망명하는 동안 2003년부터 토고에서 그녀와 함께 살았다. 그녀는 2007년 12월 3일 로메에서 52세의 나이로 사망했다.

## 역대 선거 결과
| 선거명      | 직책명                       | 대수 | 정당                     | 1차 득표율 | 1차 득표수 | 2차 득표율 | 2차 득표수 | 결과 | 당락 |
| ----------- | ---------------------------- | ---- | ------------------------ | ---------- | ---------- | ---------- | ---------- | ---- | ---- |
| 1981년 선거 | 중앙아프리카 공화국의 대통령 | 3대  | 중앙아프리카민족해방운동 | 38.77%     | 283,739표  |            |            | 2위  | 낙선 |
| 1993년 선거 | 중앙아프리카 공화국의 대통령 | 5대  | 중앙아프리카민족해방운동 | 38.03%     | 302,004표  | 53.49%     | 363,297표  | 1위  |      |
| 1999년 선거 | 중앙아프리카 공화국의 대통령 | 5대  | 중앙아프리카민족해방운동 | 51.33%     | 517,993표  |            |            | 1위  |      |